# محمدناگی
محمدناگهی، روستایی از توابع بخش بم پشت شهرستان سراوان در استان سیستان و بلوچستان ایران است.